# 綾瀬スマートインターチェンジ
綾瀬スマートインターチェンジ（あやせスマートインターチェンジ）は、神奈川県綾瀬市の寺小橋（東名高速道路の跨道橋）付近にある東名高速道路のスマートインターチェンジである。IC構内に綾瀬バスストップ（あやせバスストップ）を併設しており、同停留所についても本項で記す。

## 概要

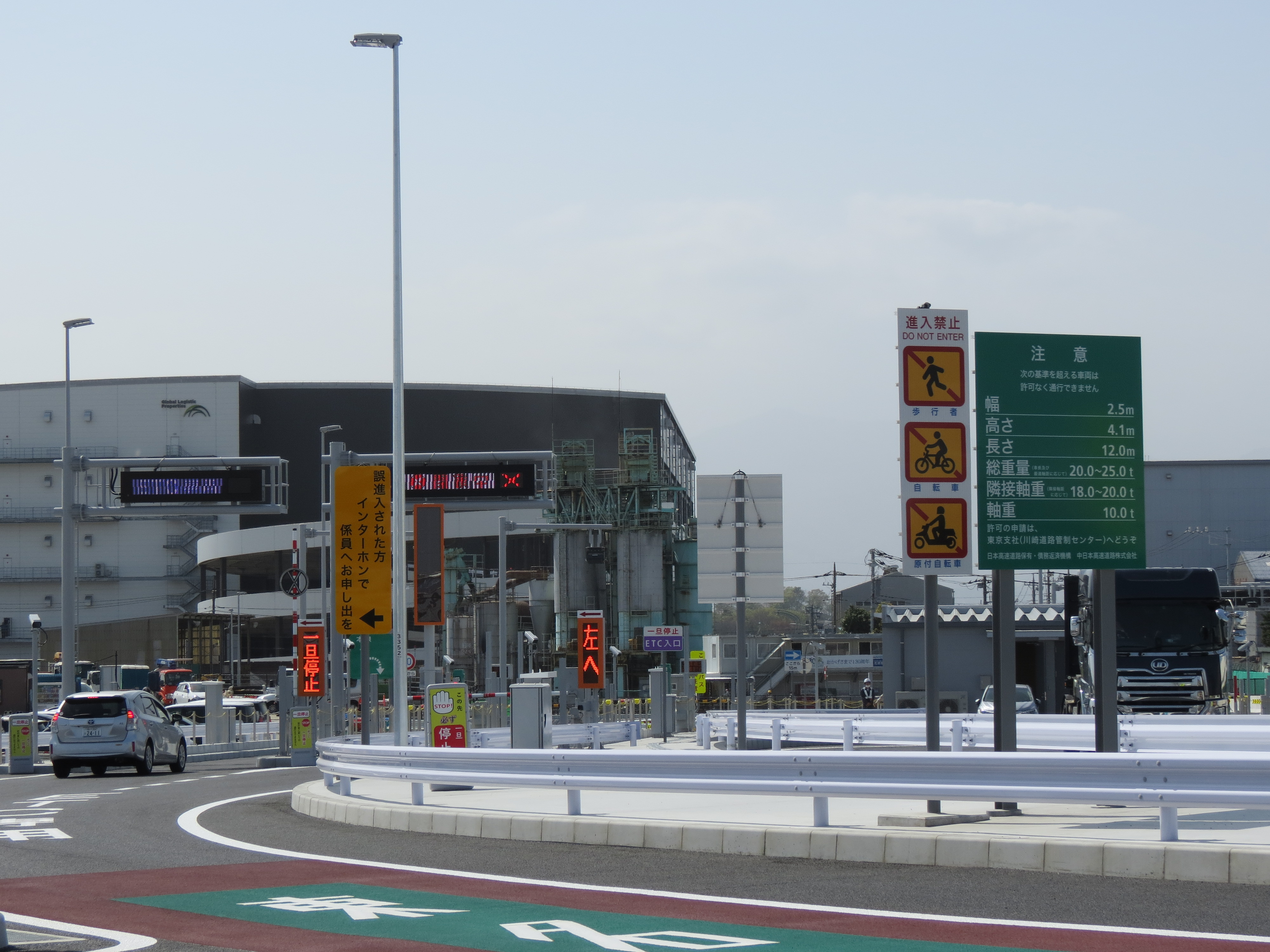
綾瀬スマートIC上り出入口付近

東名高速道路では既存の横浜町田ICと厚木ICの間が約15km離れており、これらICの中間に位置する綾瀬市等から高速道路へアクセスしにくい状況にあったことから、綾瀬BS付近にETC専用のSICとして新たに整備された。
神奈川県は当初地域活性化インターチェンジ制度を活用する予定だったが、国の道路政策に合致することや、事業費削減などの観点からスマートインターチェンジ制度に事業手法を変更した。事業主体は神奈川県道路公社と当初はされていたが、スマートICとして建設されれば高速道路会社が主体となる。
2007年度に始まった神奈川県による環境影響評価手続き（アセスメント）は2012年11月に終了し、同月、地区協議会において実施計画書（案）が確認された。2013年3月に実施計画書が策定・提出され、同年6月11日に国土交通大臣の連結許可を受けたことにより、2017年度末までの供用開始を目指して事業が開始された。連結許可に記された工事費用の概算額は約 103.2 億円であり、日本高速道路保有・債務返済機構が約 66.1 億円、中日本高速道路株式会社が約 3.0 億円、神奈川県と綾瀬市が約 34.1 億円負担するものとされている。
当初の計画では2018年3月に供用開始予定であったが、補償算定や工場等の移転先の選定等に想定以上の時間を要したため、同年2月26日に供用開始時期が2020年度上半期（東京オリンピック・パラリンピック前）の見通しであることを発表した。さらに2019年11月には供用開始時期が2021年夏ごろ（延期後の東京オリンピック・パラリンピック前）に再度延期された。
2020年7月14日、当ICの名称が「綾瀬スマートIC」に正式決定、2021年3月31日に供用開始された。利用可能車種はETC搭載の全車種（車長16.5 m以下）で24時間運用。上下線ともに出入可となっている。

## 道路
- E1 東名高速道路（4-1番）

## 接続する道路
- 都市計画道路寺尾上土棚線（神奈川県道42号藤沢座間厚木線）

## 周辺
- 綾瀬市役所
- 綾瀬郵便局
- 厚木海軍飛行場
- IHI技術教習所 神奈川センター
- 東ソー 東京研究センター
- 秋本食品 本社
- 綾瀬市立早園小学校
- 綾瀬市立城山中学校

## 隣
E1 東名高速道路
(4)横浜町田IC - (4-1)綾瀬SIC/BS - 海老名SA - (4-2)海老名JCT - (5)厚木IC

## 綾瀬バスストップ
バス事業者では東名綾瀬（とうめいあやせ）という名称で案内している。
JR東名ハイウェイバスの超特急・急行・特急 東名ライナーと小田急ハイウェイバスの特急、JR「グラン昼特急号」・「青春昼特急号」・および相鉄バスとフジエクスプレスが共同運行するレイクライナーの全便が停車する。
「渋滞の名所」として知られる「綾瀬バス停」はこの綾瀬バスストップのことを指す。しかし最近では、道路拡幅に伴い、渋滞地帯は約4 kmほど東京方面にある「大和トンネル」付近となり、「渋滞の名所」の名を返上することとなった。

### 歴史
- 1971年12月22日 - 開設

### 停車する路線
- 東名ハイウェイバス（東京 - 御殿場 - 静岡 - 浜松 - 名古屋）
- グラン昼特急号・青春昼特急号（東京 - 新城 - 京都 - 大阪）※京都・大阪方面行きは乗車専用、東京方面行は降車専用。
- 小田急ハイウェイバス（新宿 - 御殿場 - 箱根）
- 相鉄バス・フジエクスプレス レイクライナー（横浜 - 富士急ハイランド・河口湖）
  - 夏季の登山シーズンの特定日に1往復を富士山五合目まで延長運転

### 乗り換え
- 相鉄バス 東名綾瀬バス停 「綾瀬市役所行」「海老名駅行」
- 相鉄バス 綾瀬車庫バス停 「海老名駅行」「相模大塚駅行」「大和駅行」
- 相鉄バス 早川中央第1バス停「海老名駅行」

なお綾瀬市コミュニティバスかわせみ1号車「綾瀬市役所－かしわ台駅循環ルート」 寺尾西公園バス停からも至近距離にある

### 距離
- 東京駅から46.7 km
- 新宿駅から43.1 km